# Борзенко, Сергей Александрович (корреспондент)
Серге́й Алекса́ндрович Борзе́нко (1909—1972) — фронтовой корреспондент газеты «Знамя Родины» 18-й армии Северо-Кавказского фронта, полковник. Герой Советского Союза.

## Биография
Родился 20 июня (2 июля) 1909 года в городе Харькове. Член ВКП(б) с 1942 года. В 1933 году окончил Харьковский электротехнический институт. В 1932—1934 годах работал в газете «Краматорская правда», где собрал и объединил молодых литераторов, став родоначальником Краматорского городского литературного объединения.
Во время Великой Отечественной войны — фронтовой корреспондент газеты 18-й армии «Знамя Родины», газеты 1-го Украинского фронта «За честь Родины».
Приказом ВС Южного фронта № 303/н от 11.07.1942 года интендант 3-го ранга Борзенко награждён медалью «За отвагу» за мужество в боях за деревню Новая Орловка, находясь в передней атакующей цепи батальона, и участие в отражении атак немцев на Зугрес.
Приказом 044/н от 5.11.1942 года интендант 3-го ранга Борзенко награждён орденом Красной Звезды за то, что 19 августа 1942 года во вражеском тылу, в районе станицы Ходыженской, в составе разведгруппы действовал как офицер, уничтожал врага огнём автомата и гранатами, участвовал во всех налётах отряда.
Участник обороны "Малой земли"  Новороссийска.
Фронтовая судьба распорядилась так, что журналист и писатель С. А. Борзенко фактически возглавил один из отрядов десанта морских пехотинцев, штурмом взявших 1 ноября 1943 года и удерживавших плацдарм на крымском побережье в районе посёлка Эльтиген, в ходе Керченско-Эльтигенской операции войск Северо-Кавказского фронта и Черноморского флота.
По заданию редакции газеты «Знамя Родины» военкор Борзенко С. А. прибыл в расположение войск 318-й Новороссийской горнострелковой дивизии, чтобы вместе с бойцами батальона морской пехоты капитана Белякова Н. А., приданного 1339-му горнострелковому полку, добраться до Крыма и написать корреспонденцию о вступлении советских войск на крымскую землю. В районе Тамани с десантниками на тихоходном мотоботе № 10 в ночь на 1 ноября 1943 года, форсировав под вражеским обстрелом Керченский пролив, Борзенко высадился в числе первых на Керченский полуостров.
Оказавшись старшим по званию и единственным офицером в составе отряда, майор Борзенко стал руководить действиями морских пехотинцев, приказав сделать проход в проволочных заграждениях и начать наступление на позиции гитлеровцев. При этом, не забывая и о своём профессиональном долге, он в несколько минут написал первую корреспонденцию в 50 строк, упомянув в ней отличившихся в момент высадки, и, завернув корреспонденцию в водонепроницаемую упаковку, передал её связному для доставки в Тамань, где находилась редакция «Знамя Родины». Через несколько часов печатный орган 18-й армии поведал всем: «Наши войска ворвались в Крым!». Так была озаглавлена статья героя «Огненной земли», фронтового корреспондента С. А. Борзенко.
За героизм и мужество, проявленные при высадке десанта на Керченский полуостров, Указом Президиума Верховного Совета СССР от 17 ноября 1943 года майору административной службы Борзенко Сергею Александровичу присвоено звание Героя Советского Союза с вручением ордена Ленина и медали «Золотая Звезда» (№ 2804).
С 1944 года полковник Борзенко С. А. — корреспондент газеты «Правда».Награждён медалью «За оборону Кавказа».
Приказом ВС 1-го Украинского фронта № 56/н от 14.04.1945 года специальный корреспондент газеты «Правда» майор Борзенко награждён орденом Отечественной войны 1-й степени. Событиям на войне С. А. Борзенко посвятил рассказы и очерки: «Десант в Крым» (1944), «Храбрость» (1948), повести «Повинуясь законам Отечества» (1950), «Жизнь на войне» (1958), «Фронтовые были» (1959) и др. Будучи непосредственным участником боёв, Борзенко сумел ярко показать, как в горниле войны, в самые тяжёлые и трагические её моменты, проявлялись истинные черты советского человека — любовь к Родине, готовность к подвигу, отвага. Как специальный корреспондент «Правды» написал цикл очерков о борющейся Корее: «Корея в огне» (1951), «Мужество Кореи» (1953). Теме Октябрьской революции и становления новой жизни на Украине посвящён роман «Какой простор!» (книги 1—2, 1958—1963). Вместе с Н. Н. Денисовым литературно записал воспоминания Ю. А. Гагарина, которые вышли в виде отдельной книги «Дорога в космос» (1961). Также вместе Н. Н. Денисовым написал книги из серии Герои Советской Родины: Первый космонавт (1969) и Наш Будённый (1974). В качестве военного корреспондента освещал пограничный конфликт на острове Даманский 2—15 марта 1969 года.
Скончался 19 февраля 1972 года. Похоронен в Москве на Новодевичьем кладбище (участок № 2).
В Харькове его имя носит улица и школа № 30, в которой создан музей Героя. В Краматорске именем Борзенко названа площадь, на которой располагалась редакция газеты «Краматорская правда». В городе Керчи одна из центральных улиц носит имя С. А. Борзенко.
В 2016 году в Музее истории Керченско-Эльтигенского десанта во время научно-практической конференции «Военно-исторические чтения» состоялось открытие выставки, посвящённой Герою Советского Союза военкору С. А. Борзенко.

## Награды
- Герой Советского Союза (17.11.1943)[3]
- Орден Ленина (17.11.1943)
- Два ордена Отечественной войны I степени (14.4.1945[4], 23.09.1945)
- Орден Трудового Красного Знамени (4.05.1962),
- Три ордена Красной Звезды (5.11.1942[5]; был представлен к ордену Красного Знамени, 22.02.1968; 21.02.1969)
- Медаль «За отвагу» (11.10.1942[6]; был представлен к ордену Красной Звезды)
- Медаль «За оборону Кавказа»[7]